# ISO/IEC 11801
ISO/IEC 11801 は、汎用電気通信配線システム（構内配線）の国際規格。配線媒体として、ツイストペアケーブルと光ファイバーについてそれぞれ規定している。

## 改版履歴
1995年にInternational standard ISO/IEC 11801: Information technology — Generic cabling for customer premises の名称で初版が発行されて以来、以下のように改版されている。
- ISO/IEC 11801:1995 (Ed. 1) - 第1版
- ISO/IEC 11801:2000 (Ed. 1.1) - 第1版, 改訂1
- ISO/IEC 11801:2002 (Ed. 2) - 第2版
- ISO/IEC 11801:2008 (Ed. 2.1) - 第2版, 改訂1
- ISO/IEC 11801:2010 (Ed. 2.2) - 第2版, 改訂2
- ISO/IEC 11801:2017 - 統合版
  - /COR1:2018 - 修正1
  - /AMD1:2021 - 改訂1, Part 3のみ

## 適用範囲
非常に適用範囲が広く、アナログ電話回線、ISDN電話、各種データ通信規格、建造物における制御システム、ファクトリーオートメーションなどに適用される。この規格は、単一の建造物内でも複数の建造物から成る構内にも対応できるよう設計されている。規模の目安として構内面積1km2以下、配線長3km以下、収容人数50人〜5万人などを前提として最適化されているが、これらを超える規模であっても適用可能である。
2017年版からは下表のように、商用・家庭用・産業用ネットワークやデータセンターに関連する従来規格を統合して6セクションから構成されており、一般的な配線および分散型ネットワークの要件を網羅している。
| 規格            | 名称                                  | 対応旧版      | 概要                                                                     |
| --------------- | ------------------------------------- | ------------- | ------------------------------------------------------------------------ |
| ISO/IEC 11801-1 | Part 1: General requirements          | ISO/IEC 11801 | 一般要件                                                                 |
| ISO/IEC 11801-2 | Part 2: Office premises               | ISO/IEC 11801 | 商用配線                                                                 |
| ISO/IEC 11801-3 | Part 3: Industrial premises           | ISO/IEC 24702 | 産業用配線 (ファクトリーオートメーション・プロセス制御を含む)            |
| ISO/IEC 11801-4 | Part 4: Single-tenant homes           | ISO/IEC 15018 | 家庭用配線 (ケーブルテレビ・衛星放送向けの1200 MHz配線を含む)            |
| ISO/IEC 11801-5 | Part 5: Data centers                  | ISO/IEC 24764 | データセンター用配線                                                     |
| ISO/IEC 11801-6 | Part 6: Distributed building services | —             | 分散型無線ネットワーク用配線 (ビルディングオートメーションやIoT機器など) |

## 配線クラス
この規格ではツイストペアケーブルおよび光ファイバーケーブルの配線クラスを定義している。

### ツイストペアケーブル
クラス A, B, C, D, E, EA, F, FA, I, II を規定しており、この順で最大周波数が大きくなり、実現可能な伝送性能が向上する。
また、各クラスの特性インピーダンスは100Ωと規定されている。1995年の初版ではクラス A〜C でのみ 120Ω と 150Ω も許容していたが、2002年の第2版で削除された。

### 光ファイバーケーブル
短距離用のマルチモードファイバー、長距離用のシングルモードファイバーのそれぞれについて以下のクラスを規定している。
- マルチモードファイバー: OM1, OM2, OM3, OM4, OM5
- シングルモードファイバー: OS1, OS1a, OS2